# Thalassodes timoclea
Thalassodes timoclea är en fjärilsart som beskrevs av Druce 1888. Thalassodes timoclea ingår i släktet Thalassodes och familjen mätare. Inga underarter finns listade i Catalogue of Life.